# Otso (Schiff)
Die Otso ist ein finnischer Eisbrecher, der 1986 auf der Wärtsilä-Werft in Helsinki unter der Baunummer 472 gebaut wurde. Der Name ist im Finnischen ein Euphemismus des Bären.
Das Schiff wird über einen dieselelektrischen Antrieb angetrieben. Die vier Dieselmotoren von Wärtsilä leisten zusammen 21.846 kW, davon werden bis zu 15.000 kW für den elektrischen Antrieb der zwei Schrauben des Schiffes abgegeben.
Eigner des Schiffes ist die ARCTIA ICEBREAKING - ESPOO, die das Schiff in der Ostsee im Bottnischen und Finnischen Meerbusen einsetzt.